# Manyč
Il Manyč (in russo Маныч?), chiamato anche Manyč occidentale (in russo За́падный Маныч?, Zapadnyj Manyč), è un fiume della Russia europea meridionale, affluente di sinistra del fiume Don. È detto "occidentale" per distinguerlo dal Manyč orientale (in russo Восточный Маныч?, Vostočnyj Manyč), che scorre poco distante.
È collegato al fiume Kuma dal canale artificiale Manyč-Kuma.

## Descrizione
Le sorgenti del Manyč occidentale sono situate nella regione della Calmucchia e il fiume scorre in direzione nord-occidentale; attraversa successivamente la cittadina di Proletarsk e si unisce al fiume Don a 99 km dalla foce, a Manyčskaja, a est della città di Rostov sul Don. Ha una lunghezza di 420 km. Il bacino del fiume, che è di 35 360 km², è delimitato a nord dalla cresta Salsko-Manyčskaja (lo spartiacque tra i fiumi Manyč  e Sal), e a sud dalle Alture di Stavropol'. Il suo maggior affluente è il Kalaus, un altro tributario è il Chara-Zucha. Lungo il corso del fiume ci sono alcuni laghi e bacini idrici, quali il bacino Proletarskoe dove sfociano l'Egorlyk e lo Srednij Egorlyk.

## Confine euro-asiatico
I due fiumi Manyč e il fiume Kuma scorrono in una depressione che da essi prende il nome: la depressione del Kuma-Manyč, scelta come confine convenzionale tra Europa ed Asia. Nella stessa depressione corre il canale Kuma-Manyč e si trovano diverse paludi salmastre.